# Daiya

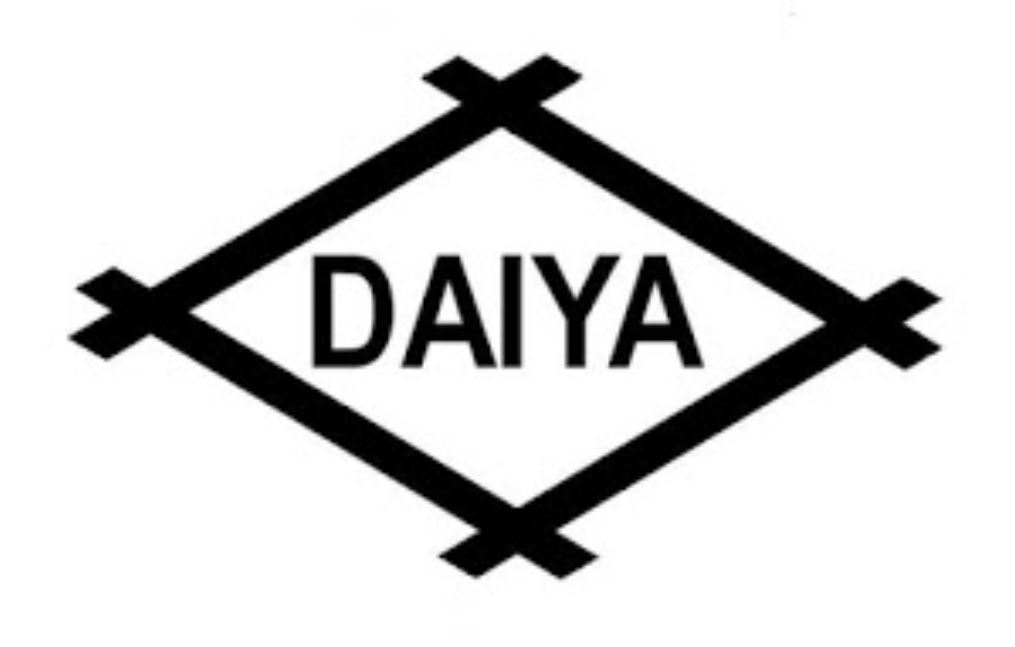
Logo „Daiya“

Die Firma Daiya (japanisch für ‚Diamant‘) war ein japanischer Hersteller von lithografiertem Blechspielzeug. Das Unternehmen, das als Terai Toys Co., Ltd. firmierte, wurde um 1955 gegründet und bestand bis zur Einstellung der Produktion in den späten 1970er Jahren.

## Geschichte
Daiya wurde um 1955 im japanischen Tokio gegründet. Die Firma produzierte mechanisches Blechspielzeug, darunter Autos, Motorräder, Pferde, Militärfahrzeuge, Raumfahrzeuge, Roboter, Strahlenpistolen, Hubschrauber, Flugzeuge sowie Clownfiguren. Einige der Spielzeuge wurden durch aufziehbare Federwerke angetrieben, andere waren batteriebetrieben. Letztere verfügten vielfach über Beleuchtung und erzeugten Operationsgeräusche. Ende der 1970er stellte das Unternehmen die Fertigung ein.

## Modelle (Auswahl)

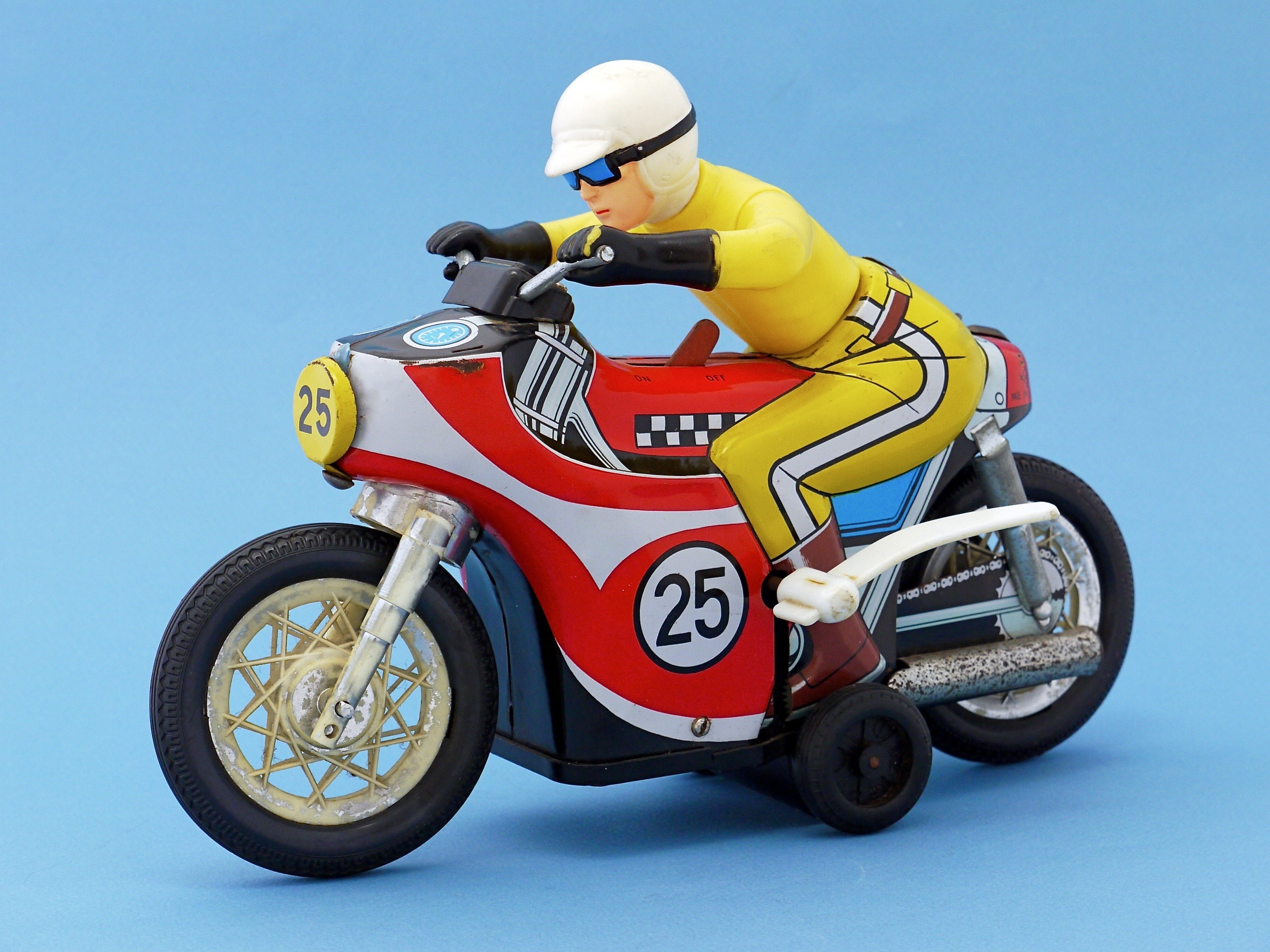
Daiya-Motorrad aus den 1970er Jahren

- Lunar Loop,  Weltraumspielzeugbahn, ca. 1965
- Mercedes-Cabriolet, mit Aufschrift Polizei, Mitte der 1960er bis Anfang der 1970er Jahre
- Cragstan's „The Man“, Roboter
- Baby Space Gun, Strahlenpistole
- Western Loco, Lokomotive
- Golden Arrow Express, Lokomotive
- Cowboy auf Pferd Horse, 1950er Jahre
- Concorde, Flugzeug, 1970er Jahre
- Space Conqueror Robot, Roboter
- Astro Racer, Weltraum-Rennauto
- Ford Capri, MK1
- Highway Patrol, Cabriolet
- Mini Cooper „Rallye Monte Carlo“
- Rocket Launching Truck, amerikanisches Militärfahrzeug